# Norrlands ingenjörbataljon
Norrlands ingenjörbataljon (Ingbat/I 19) ursprungligen Bodens ingenjörkår (Ing 3) var ett ingenjörförband inom svenska armén som verkade i olika former åren 1905–2004. Förbandsledningen var förlagd i Bodens garnison i Boden.

## Historia

### Bildandet
Regementet har sitt ursprung i de ingenjörkompanier ur Svea- och Göta ingenjörvilka 1902 organiserades vid Norrbottens regemente i Notviken utanför Luleå. Årligen utbildades ett ingenjörkompani på Notviksheden och under höstarna repetitionsövades ett ingenjörkompani. 1904 flyttades ingenjörutbildningen till nya kaserner i Boden. Dessa kompanier blev självständiga 1904 som Bodens ingenjörkår och fick förbandsbeteckningen Ing 4. 1 augusti 1908 lämnades den tillfälliga förläggningen vid Boden-Karlsborgs artilleriregementes norra kasern och kasernområdet på Kårbacken togs i bruk. Bodens ingenjörkår fick den nya beteckningen Ing 3 år 1937 och omorganiserades till ett regemente 1975 och bytte namn till Bodens ingenjörregemente.
Ingenjörkårens uppgifter var från början helt avhängigt till behovet av ingenjörtrupp i Bodens fästning och ingick från 1907 i Bodens besättningstrupper under kommendanten i Bodens fästning. Förutom fästningsingenjörtjänst bedrevs periodvis från 1910 utbildning i signaltjänst vid ett kompani inom ingenjörkåren, men åren 1915 till 1925 vid kåren förlagt, detachement ur Fälttelegrafkåren (Ing 3). Strax före första världskriget hade även fästningsballongtjänst införts som utbildningslinje, som efter 1925 överfördes till artilleriet.

### 1974 års regeringsform
I samband med att 1974 års regeringsform trädde i kraft den 1 januari 1975, ändrades namnet från Kungliga Bodens ingenjörkår till enbart Bodens ingenjörkår. Samtidigt fråntogs Konungen den formella rollen som högste befälhavare för krigsmakten, vilket även kom att gälla rollen som förbandschef över gardesförbanden.

### OLLI-reformen
I samband med OLLI-reformen, vilken genomfördes inom försvaret åren 1973–1975, sammanslogs Bodens artilleriregemente (A 8) med Bodens försvarsområde (Fo 63) och bildade 1975 försvarsområdesregemente A 8/Fo 63. Detta medförde att Bodens ingenjörregemente som ingick i Bodens försvarsområde kom att bli ett B-förband (utbildningsregemente) och dess mobiliserings- och materialansvar överfördes till Bodens artilleriregemente, som blev ett A-förband (försvarsområdesregemente).

### Försvarsbesluten
Genom försvarsutredning 1988 beslutade riksdagen om en avveckling av Bodens ingenjörregemente (Ing 3), och att den utbildning som bedrevs vid Bodens ingenjörregemente skulle överföras till Västernorrlands regemente (I 21/Fo 23) i Sollefteå. Två år senare ansåg samma regering i proposition 1990/91:102 att Bodens ingenjörregemente skulle kvarstå i fredsorganisationen och fortsätta sin utbildning i Boden. Därmed rev riksdagen upp det tidigare beslutet upp om att regementet skulle avvecklas.
Genom försvarsbeslutet 1992 beslutades att samtliga utbildningsregementen som ej uppsatte ett krigsförband i regementsstorlek, ej heller skulle benämnas regemente. Detta då regeringen ansåg att grundorganisationen skulle spegla krigsorganisationen. I samband med detta reducerades regementet den 1 juli 1994 till kår, och antog namnet Norrlands ingenjörkår (Ing 3).
I samband med försvarsbeslutet 2000 beslutades att Norrlands ingenjörkår skulle avvecklas den 30 juni 2000. Från den 1 juli 2000 övergick verksamheten till en avvecklingsorganisation, fram till att avvecklingen skulle vara slutförd senast den 31 december 2001. Avvecklingsorganisationen upplöstes i sin tur den 31 mars 2001, då avvecklingen av förbandet ansågs slutförd.
Även om förbandet avvecklades, ansåg regeringen att ingenjörutbildning skulle kvarstå i Boden. Detta i form av en ingenjörbataljon som från den 1 juli 2000 skulle inordnas i Norrbottens regemente (I 19). Utbildningsbataljonen vid Norrlands ingenjörkår antog därmed namnet Norrlands ingenjörbataljon, och verkade från samma plats som Norrlands ingenjörkår hade verkat på. Dock så var bataljonsledning samlokaliserad med övriga bataljonsledningar vid I 19. Bataljonen bestod av två kompanier samt en kompanibefälsskola, vilka var förlagda i kasernerna Pontonjären och Sappören. Beteckningen Ing 3 behölls inte, men kom att användas informellt av personalen inom garnisonen.
Inför försvarsbeslutet 2004 föreslog regeringen att Norrlands ingenjörbataljon tillsammans med Norrlands luftvärnsbataljon och Norrlands signalbataljon skulle upplösas och avvecklas den 31 december 2004. Från och med 1 januari 2005 övergick bataljonen till en avvecklingsorganisation fram till dess att avvecklingen skulle vara slutförd senast den 30 juni 2006. Den 23 maj 2005 genomfördes en gemensam avvecklingsceremoni för de bataljoner i Boden som berördes av försvarsbeslutet, ceremonin hölls på Norrbottens regementes kaserngård. Med anledning av att försvaret lämnade delar av kasernetablissemangen i Boden, hölls en avvecklingsceremoni den 26 augusti 2005 på kårbacken.
Efter att bataljonen avvecklades organiserades ett ingenjörkompani vid Norrbottens regemente, benämnt Norrlands ingenjörkompani. Kompaniet inordnades i Norrbottens pansarbataljon och bestod då av en stab och tre plutoner (en ingenjörpluton, en maskinpluton och en trosspluton). Den 16 november 2010 meddelade Försvarsmakten att ingenjörkompaniet i Boden skulle upplösas den 31 december 2011. Istället skulle ett nytt ingenjörkompani bildas den 1 januari 2012 vid Göta ingenjörregemente (Ing 2) i Eksjö, ditt all utbildning av ingenjörtrupperna koncentrerades till. Försvarsmakten ansåg att det skulle bli lättare att upprätthålla en hög och bred kompetens om verksamheten koncentrerades till en och samma ort. I grunden var dock beslutet på grund av ekonomiska skäl. Ingenjörkompaniet vid Norrbottens regemente avvecklades officiellt den 21 juni 2011. Med det avvecklades och avslutades en 109-årig epok med Ingenjörtrupper i Boden. Den 17 juni 2010 ryckte de sista soldaterna ut från Norrlands ingenjörkompani, och den 21 juni 2011 avvecklades kompaniet, och den 31 december 2011 upplöstes det officiellt. I och med det avvecklades och avslutades en 109-årig epok med ingenjörstrupper i Boden. Idag finns fältarbetsutbildning vid de två pionjärputonerna ingåendes i I 19:s mekaniserade bataljoner samt stabsbefattningar inom bataljon- och brigadstab i Bodens garnison.

## Förläggningar och övningsplatser

### Förläggning
När förbandet bildades 1902 förlades det till Notviken i västra Luleå. I Notviken förlades soldaterna i hyddor mellan badbryggan och förläggningsbarackerna. Övningar genomfördes i Norr- och Västerbotten. År 1904 genomfördes en längre marsch ner till Skellefteå där broslagning och brosprängning genomfördes vid Kåge. Återresan till Luleå genomfördes på ångaren S.G Hermelin. Den 29 augusti 1904 omlokaliserades förbandet till Boden och förlades till den norra kasernen vid Boden-Karlsborgs artilleriregemente. Den 1 augusti 1908 flyttade förbandet in i ett nyuppfört kasernområde vid Hermelinsgatan i Boden kallat Kårbacken. Förbandet blev kvar på Kårbacken fram till 2006. Dock var bataljonsledningen samlokaliserade med Norrbottens regemente åren 2000–2005. Det ingenjörkompani som organiserades efter att bataljonen avvecklades förlades till en början på Kårbacken, men kom under sommaren 2006 att förläggas till den södra skidlöparkasernen vid Norrbottens regemente. Kvar på Kårbacken är sedan 2006 bland annat lokaler för dykutbildning i Bodens garnison.

### Övningsplatser
Enligt 1925 härordning skulle Kungl Bodens ingenjörkår inte bara betjäna platser, som Bodens fästning, utan också sätta upp fältförband för Övre Norrlands trupper, bland annat tre krigsbrokolonner med brobyggnad som uppgift. För denna uppgift och sedan under åren tillkommande och utökade fältarbetsuppgifter erfordrades bra övningsplatser i Bodenområdet.
- Tjärnbacken: Övningsplats vid kasernområdet längs Bodån för grundläggande bro-, förstörings- och minarbeten. Korthållsskjutbana. Övningsplats för fast bro Balkbro 2, Krigsbro 4 och Krigsbro 5. Utbildningsplats för motorskötare, kockar och ammunitionsröjningsutbildning.
- Ängesholmen: Övningsplats 6 km uppströms kasernområdet i Lule älv för färja och flytande bro fram till 2010. Barackläger, året runt förläggning. Nyttjas fortfarande av Försvarsmakten bl.a. för utbildning av dykpersonal i strömmande vattendrag under vinterförhållanden.
- Staraholmen: Övningsplats vid kasernområdet för färja och flytande bro. Nyttjas fortfarande av Försvarsmakten.
- Älvlägret: Övningsplats vid kasernområdet för färja och flytande bro. Nyttjas fortfarande av Försvarsmakten.
- Råbäck: Övningsplats 3 km nedströms kasernområdet vid Luleälv för färja och flytande bro. Nyttjas fortfarande av Försvarsmakten. Barackläger uppfört i början av 1940-talet, revs under 1980-talet.
- Paradisön: Övningsplats 4 km nedströms kasernområdet vid Luleälv för färja och flytande bro.
- Åberget: Kårens skjutningsbana 1 km öster kasernområdet, nyttjades fram till 1980-talet.
- Bjässberget: Stridsövningsfält för eldhandvapen, kulsprutor och pansarvärnsvapen. Övningsplats för Balkbro 2, Krigsbro 4 och Krigsbro 5 över Bjässbergsravinen. Förstöringsväg för grundläggande övningar i vägförstöring. Området ligger på Bodens södra skjutfält och används i dag av Försvarsmakten.
- Sävast: Stridsövningsfält under 1945-1960-talet för eldhandvapen. Plats för Ing 3:s och garnisonens skyddstjänst bana fram till slutet av 1980-talet.
- Rallaråsen: Övningsplats norr om Bodens södra järnvägsstation för Järnvägskrigsbro 3, Balkbro 2, Krigsbro 5. Övertaget av Trafikverket under 2000-talet.

## Heraldik och traditioner
Vid Fortifikationens 300-årsjubileum den 26 september 1935 överlämnade kung Gustav V förbandsfanan till Bodens ingenjörkår. Från den 1 januari 1998 tillkom Svea ingenjörkårs fana. Detta då Svea ingenjörkår avvecklades den 31 december 1997. Den 27 augusti 2001 mottog Norrlands ingenjörbataljon sin fana, vilken överlämnas av kung Carl XVI Gustaf och ersatte de båda två äldre fanorna. Efter att bataljonen avvecklades kom fanan att föras av Norrlands ingenjörkompani vid Norrbottens regemente fram till det att kompaniet avvecklades den 21 juni 2011. Göta ingenjörregemente är sedan dess traditionsbärande förband för samtliga avvecklade ingenjörförband.
Inför avvecklingen av kåren den 30 juni 2000, instiftades "Norrlands ingenjörkår minnesmedalj (m/2000) i Silver" (NorringMM). Inför avvecklingen av bataljonen den 26 augusti 2005, instiftades "Norrlands ingenjörbataljons minnesmedalj (m/2005) i Silver" (NorringbatMM).
Ing 1:s och Ing 3:s traditioner förs vidare av Göta ingenjörregemente (Ing 2). Vid Norrbottens regemente (I 19) bevaras minnet av Ing 1 och Ing 3 genom ceremonier för färjeolyckan vid Armasjärvi 1940, minolyckan vid Paalovaara 1944 samt färjeolyckan i Bodforsen 1915. Ing 3 Kamratförening - Norrlandsingenjören stödjer traditionsarbetet i sin verksamhet.
Namn och benämning på de förband och staber som finns och funnits i Bodens garnison har reglerats efter anknytning till Bodens fästning. Bodens artilleriregemente, Bodens försvarsområde och Bodens ingenjörkår är de tre förband som hade anknytning till fästningen och fick därmed uppkallas efter staden. Övriga förband var ämnade att försvara länet eller landsdelen, det vill säga Norrbottens län respektive Norrland, vilka då uppkallats efter länet eller landsdelen, till exempel Norrbottens pansarbataljon eller Norrlands signalbataljon.

## Förbandschefer
Regementschefer samt bataljon- och kårchefer verksamma under perioden 1905–2005. Åren 1905–1973 och 1994–2000 titulerades chefen "kårchef", åren 1973–1994 titulerades chefen "regementschef", och åren 2000–2005 titulerades chefen "bataljonschef".

- 1905–1907: Emil von Krusenstjerna
- 1907–1914: Olof Kullberg
- 1914–1916: Henri Leopold de Champs
- 1916–1920: Axel Norinder
- 1920–1926: Albin Dihlström
- 1926–1928: Ove Sylvan
- 1928–1931: Sven Alin
- 1931–1934: Sven Eberhard Tydén
- 1934–1937: Gunnar Edward Ström
- 1937–1941: Inge Gustaf Hellgren
- 1941–1941: Anders Walter Graumann
- 1941–1948: Wilhelm Dahlgren
- 1948–1953: Stig Berggren
- 1953–1959: Nils Rabe
- 1959–1973: Tore Rahmqvist
- 1973–1979: Owe Dahl
- 1979–1982: Hans Carlsson
- 1982–1983: Sigurd Henningsson, (Tf.)
- 1983–1991: Bertil Alm
- 1991–1993: Sören Stegius
- 1994–1994: Anders Andersson, (Tf.)
- 1994–1996: Jan-Gunnar Isberg
- 1996–1998: Bo Ericson
- 1998–2000: Gunnar Söderström
- 2000–2002: Roger Olsson
- 2002–2004: Anders Widuss
- 2004–2005: Björn Sundström

## Namn, beteckning och förläggningsort
| Kungl. Bodens ingenjörkår  | 1905-04-01 | – | 1974-12-31 |
| Bodens ingenjörkår         | 1975-01-01 | – | 1975-06-30 |
| Bodens ingenjörregemente   | 1975-07-01 | – | 1994-06-30 |
| Norrlands ingenjörkår      | 1994-07-01 | – | 2000-06-30 |
| Norrlands ingenjörbataljon | 2000-07-01 | – | 2004-12-31 |
| Avvecklingsorganisation    | 2005-01-01 | – | 2005-08-31 |
| Norrlands ingenjörkompani  | 2005-09-01 | – | 2011-12-31 |

| Ing 4        | 1914-10-01 | – | 1937-06-30 |
| Ing 3        | 1937-07-01 | – | 2000-06-30 |
| Ingbat/I 19  | 2000-07-01 | – | 2005-08-31 |
| Ingkomp/I 19 | 2005-09-01 | – | 2011-12-31 |

| Luleå, Notviken     | 1902-05-12 | – | 1904-05-01 |
| Bodens garnison (F) | 1904-04-01 | – | 2011-12-31 |

## Galleri

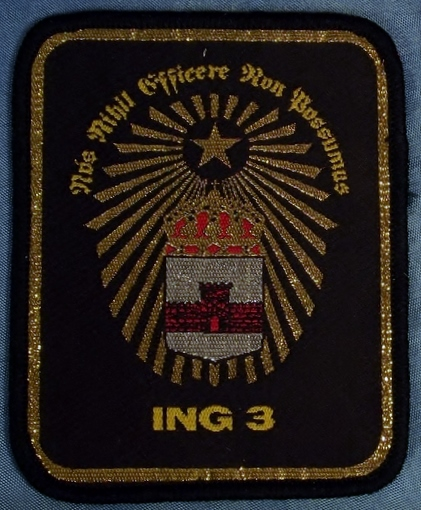
Tilläggstecken som bars mellan 1981 och 2000 av befäl och värnpliktiga på fältuniformens vänstra ärm.
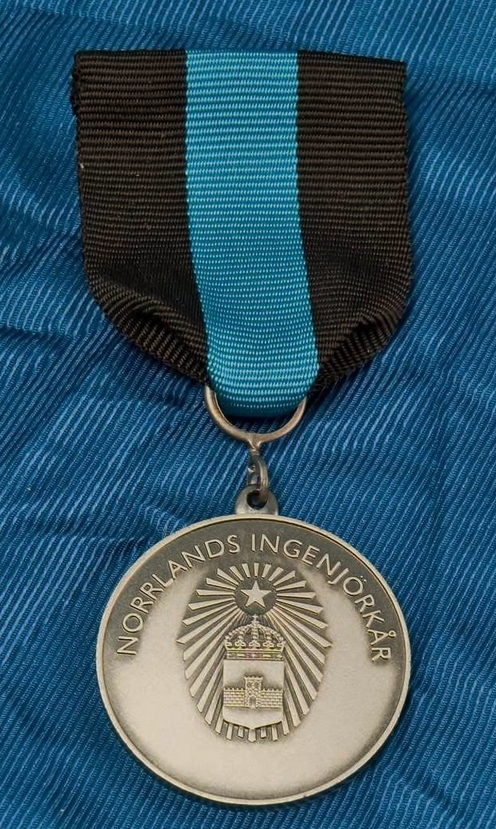
Norrlands ingenjörkår minnesmedalj (m/2000) i Silver.
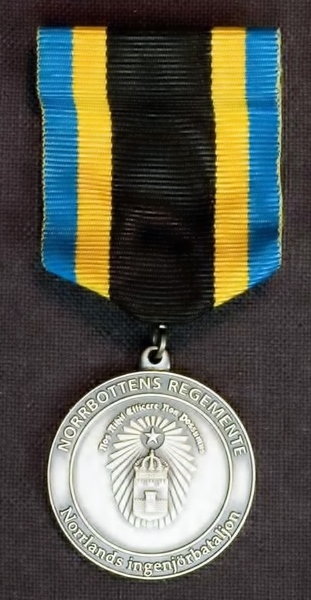
Norrlands ingenjörbataljons minnesmedalj (m/2005) i Silver.
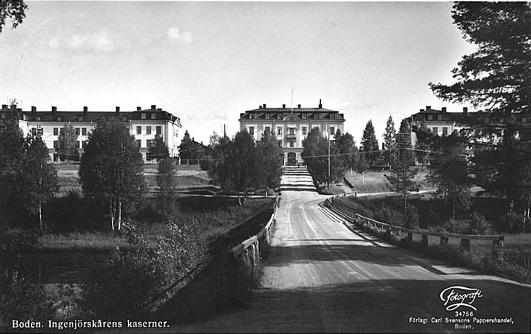
Ingenjörkårens kaserner 1934.
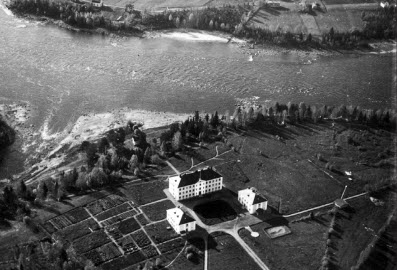
Kårens officersbostäder vid Luleälv.
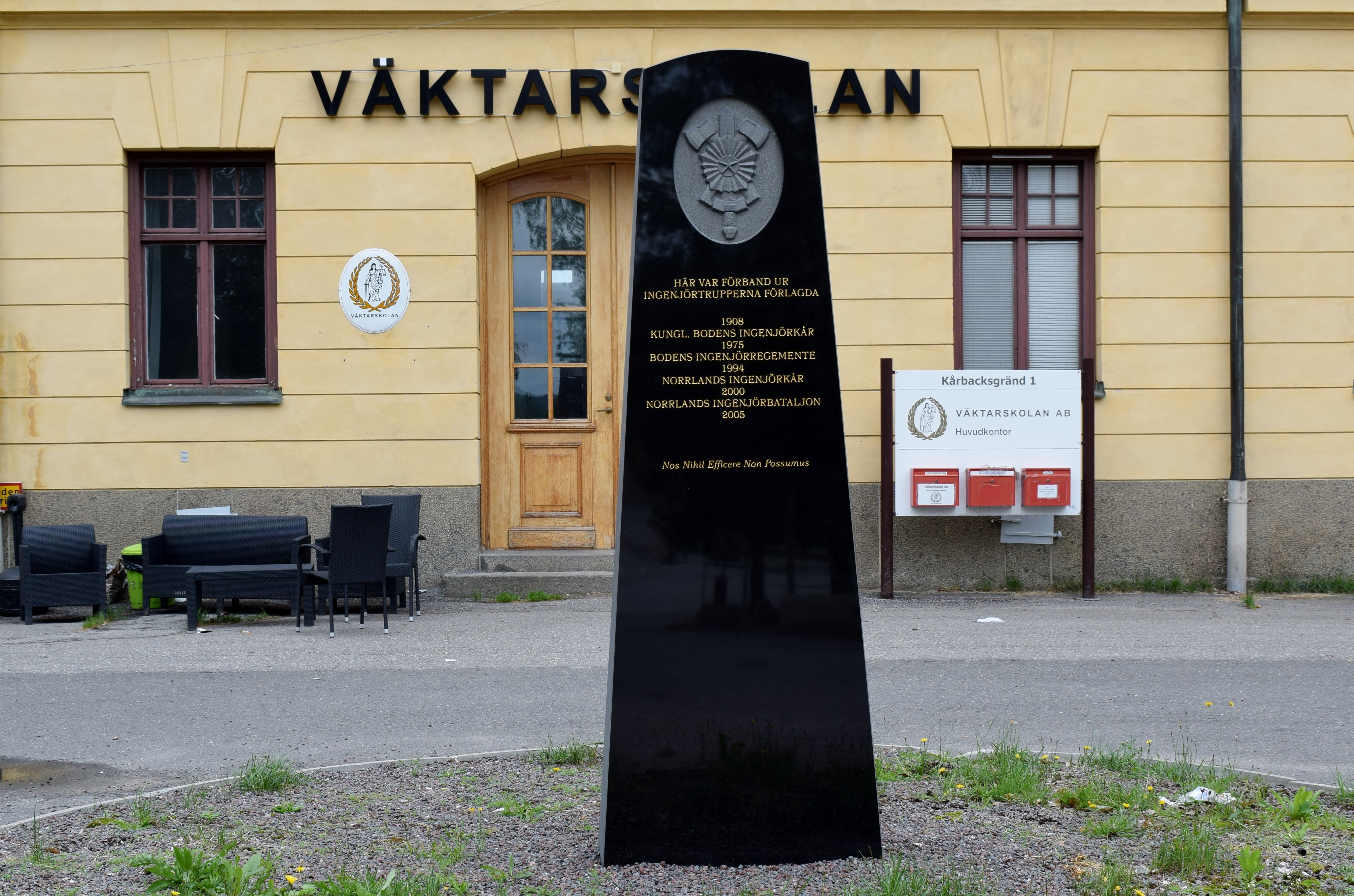
Minnessten över ingenjörtrupperna i Boden.
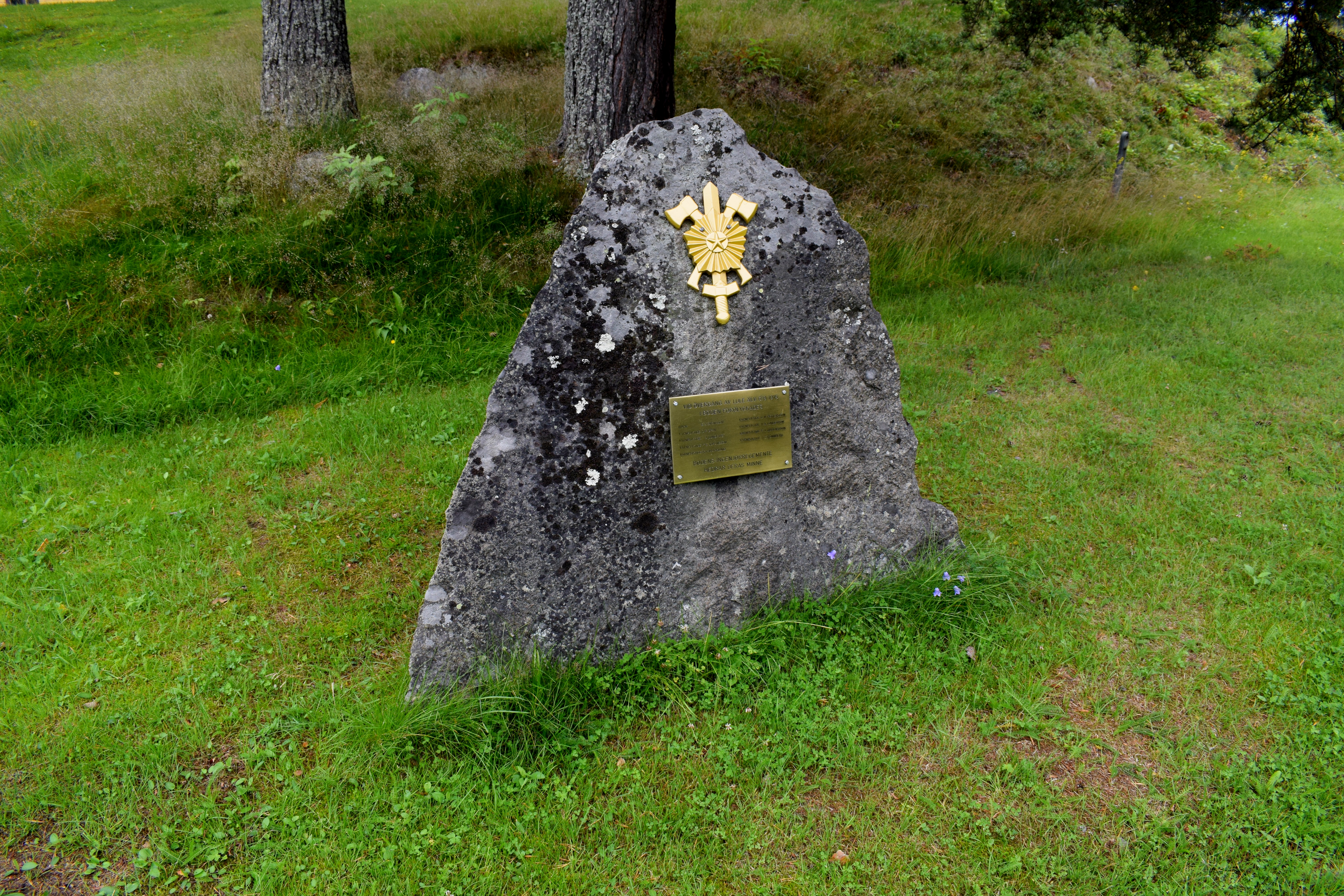
Minnessten över Luleälv-olyckan 1915 i Boden
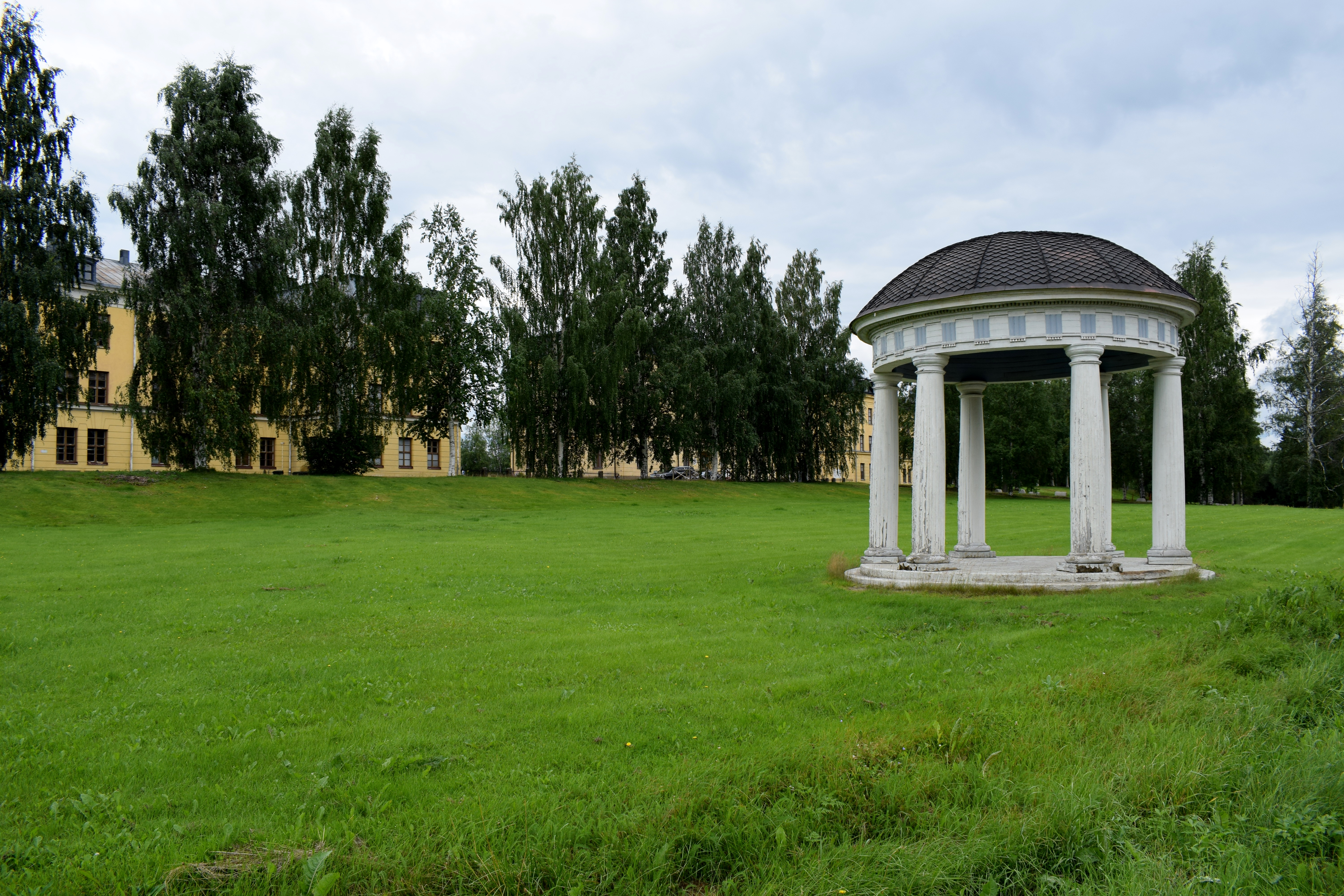
Musikpaviljong vid Kårbacken
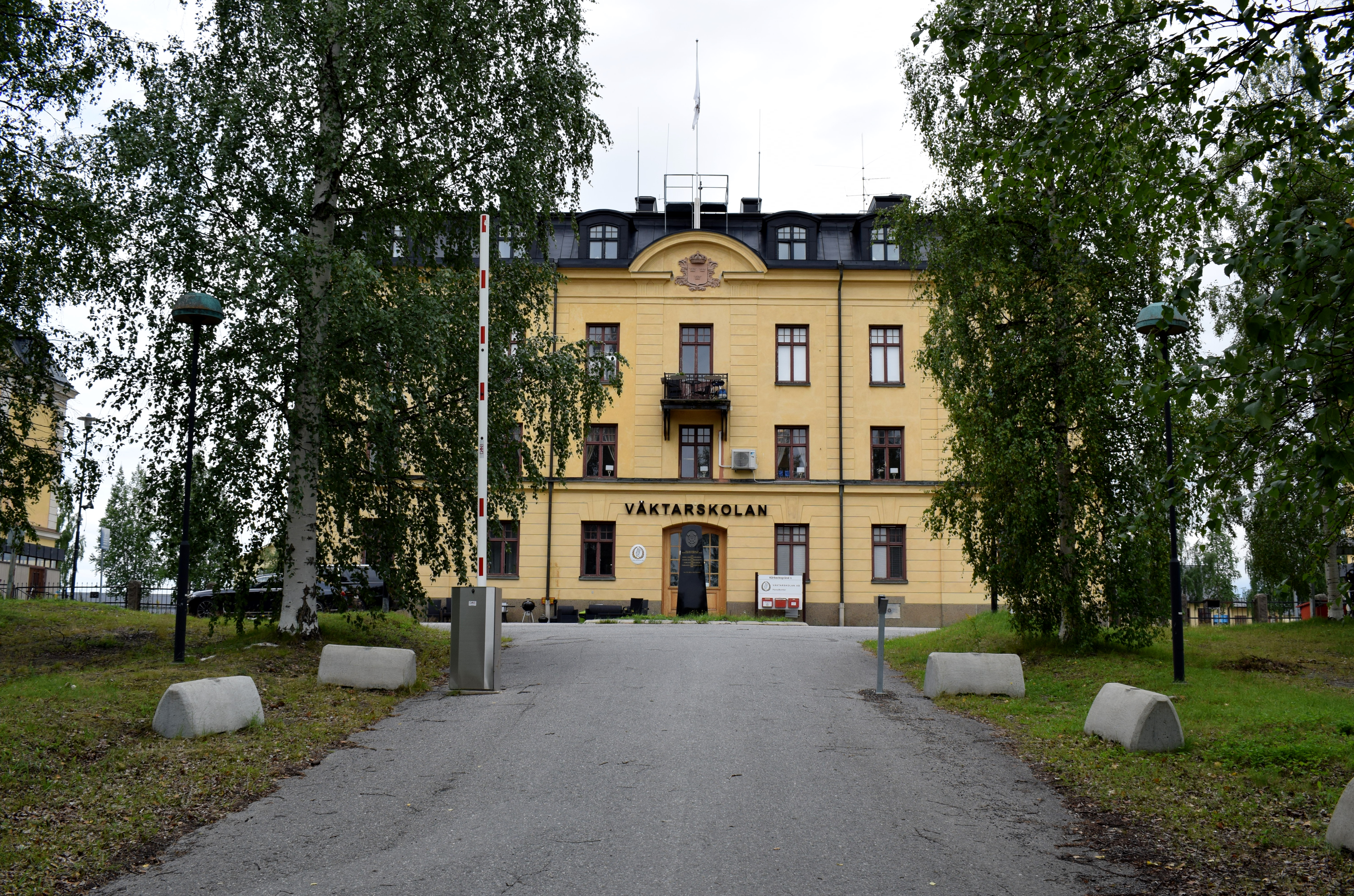
Kanslihuset vid Kårbacken.
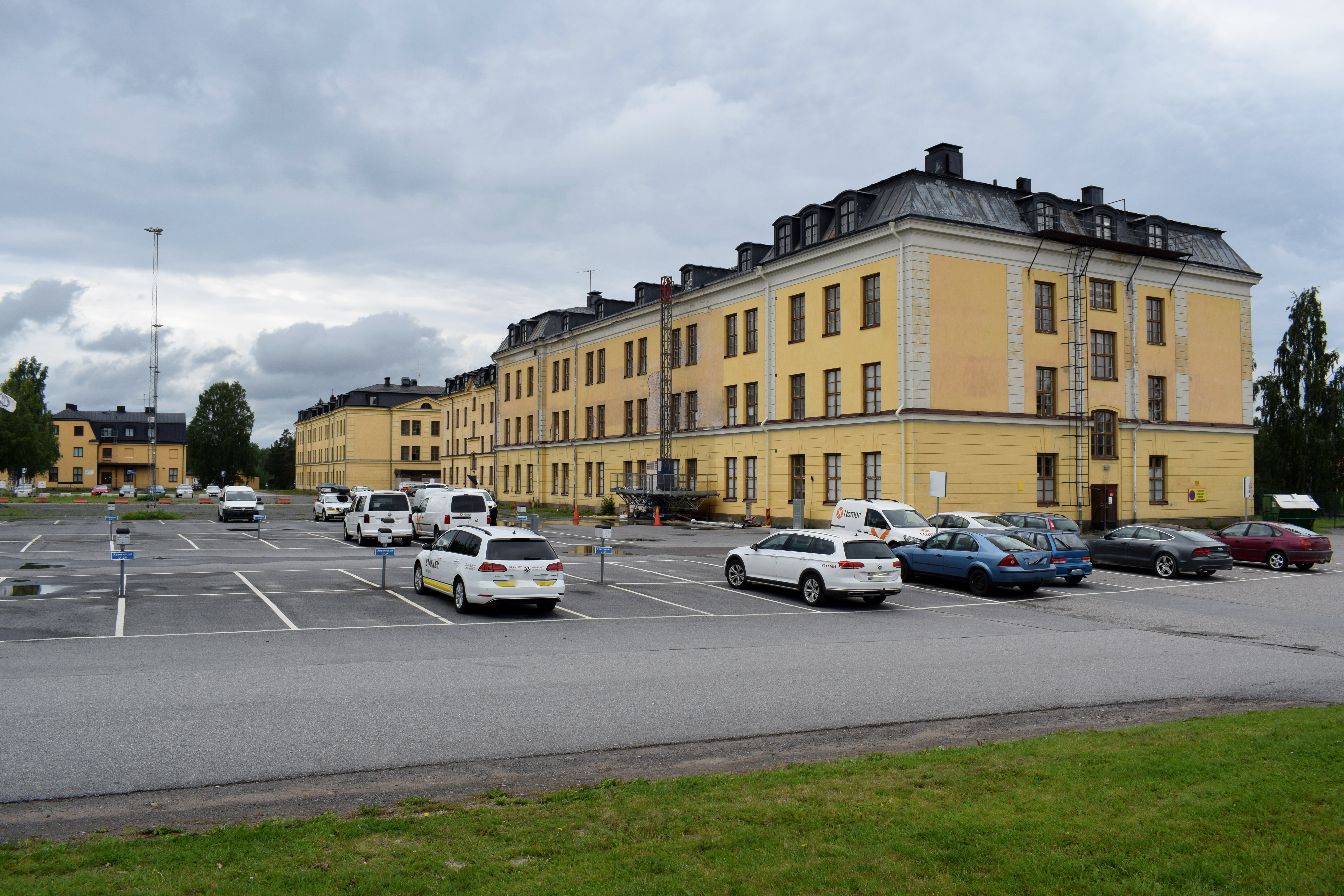
Kaserner och del av kaserngården vid Kårbacken.
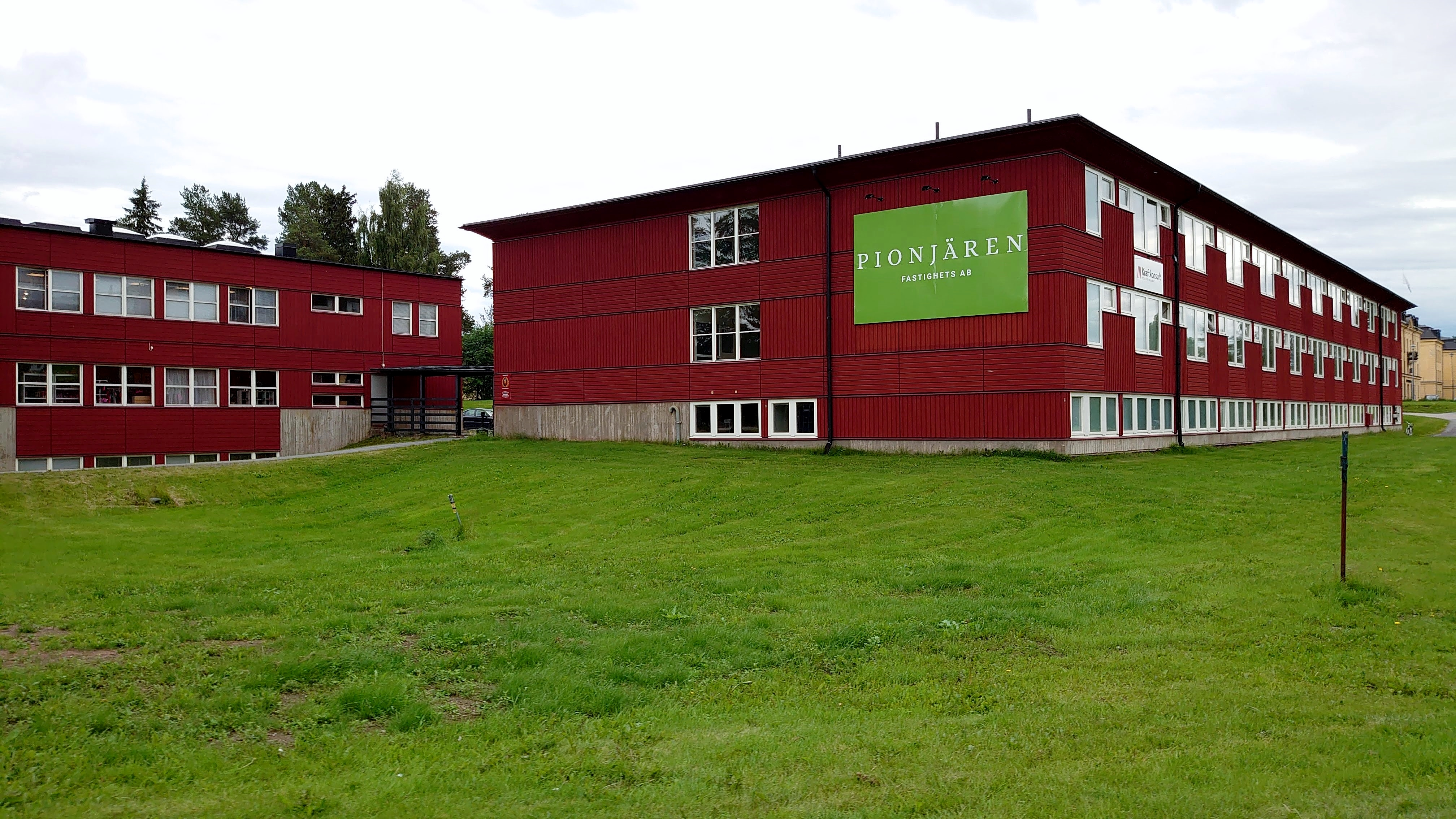
Kaserner vid Kårbacken
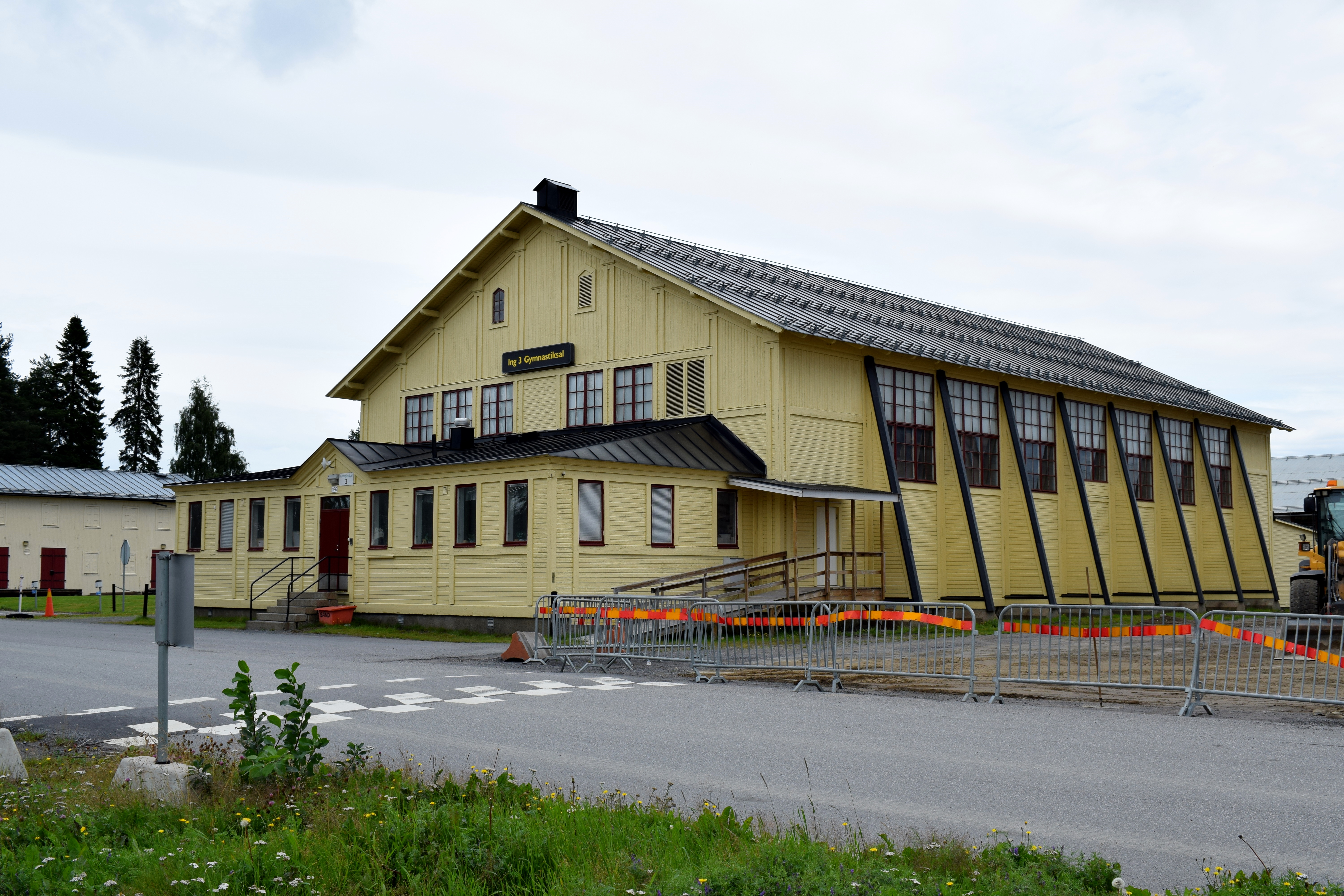
Idrottshall vid Kårbacken